# Kiss Alajos v. Magyarország
Kiss Alajos, a Kérelmező pszicho-szociális fogyatékossága miatt automatikusan megvont választójoga miatt fordult az Emberi Jogok Európai Bíróságához. A Bíróság 2010-ben hozott döntésében kimondta, hogy a Magyar Állam megsértette a Kérelmező szabad választásokhoz való jogát azzal, hogy a cselekvőképességet korlátozó gondnokság kimondásával egyidejűleg automatikusan megvonta a választójogát. A döntés következményeként az új Alaptörvénybe már nem került be az a paragrafus, ami alapján a gondnokság alatt álló személyek automatikusan elvesztik választójogukat.

## Tények
Kiss Alajost 1991-ben mániás depresszióval diagnosztizálták, ami miatt 2005-ben cselekvőképességet korlátozó gondnokság alá került. A gondnokság alá helyezést azzal indokolta a bíróság, hogy bár Kiss Alajos megfelelően tudott magáról gondoskodni, néha felelőtlenül szórta a pénzt, és agresszívan viselkedett. Az akkori magyar Alkotmány kimondta, hogy nincsen választójoga annak, aki gondnokság alatt áll. Így amikor Kiss Alajos 2006-ban részt szeretett volna venni az országgyűlési választásokban, erre nem volt lehetősége. Emiatt panaszt tett a Választási Irodánál, illetve a Pesti Központi Kerületi Bíróságon is, sikertelenül. Mivel így a kérelmező nem vehetett részt a választásokon, kérelmet nyújtott be az Emberi Jogok Európai Bíróságához (EJEB), amelyben azt állította, hogy pusztán cselekvőképességét korlátozó gondnokság miatti kizárása a választói névjegyzékből az Emberi Jogok Európai Egyezménye (EJEE) Első kiegészítő jegyzőkönyv önállóan, vagy az Egyezmény 13. és 14. cikkével együtt olvasott 3. cikkének a megsértését jelentette.

## A megsértett alapjogok
EJEE Első Kiegészítő Jegyzőkönyv 3. cikk (szabad választásokhoz való jog):
“A Magas Szerződő Felek kötelezik magukat arra, hogy ésszerű időközönként, titkos szavazással szabad választásokat tartanak olyan körülmények között, melyek a törvényhozó testület megválasztását illetően biztosítja a nép véleményének kifejezését.”
EJEE 13. cikk (hatékony jogorvoslathoz való jog):
“Bárkinek, akinek a jelen Egyezményben meghatározott jogait és szabadságait megsértették, joga van ahhoz, hogy a hazai hatóság előtt a jogsérelem hatékony orvoslását kérje az esetben is, ha e jogokat hivatalos minőségben eljáró személyek sértették meg.”
EJEE 14. cikk (megkülönböztetés tilalma):
“A jelen Egyezményben meghatározott jogok és szabadságok élvezetét minden megkülönböztetés, például nem, faj, szín, nyelv, vallás, politikai vagy egyéb vélemény, nemzeti vagy társadalmi származás, nemzeti kisebbséghez tartozás, vagyoni helyzet, születés szerinti vagy egyéb helyzet alapján történő megkülönböztetés nélkül kell biztosítani.”

## Az érvelés rekonstrukciója

### Elfogadhatóság
Az érdemi jogsérelem előtt a Bíróság az elfogadhatóság kérdését vizsgálta meg, tehát azt, hogy eljárhat-e egyáltalán az ügyben. A Kormány azzal érvelt, hogy a kérelmet elfogadhatósági akadályok miatt el kell utasítani. Az EJEB előtti eljárások előfeltétele ugyanis a hazai jogorvoslatok kimerítése, a Kormány szerint viszont ez nem teljesült, mivel Kiss Alajos nem fellebbezett a gondnokság alá helyező határozat ellen. A Bíróság azonban osztotta Kiss Alajos véleményét, miszerint ő nem a gondnokság alá helyezést vitatja, hanem azt, hogy ezzel automatikusan elvesztette szavazati jogát. Ezért a gondnokság alá helyezés elleni fellebbezés nem lett volna alkalmas jogorvoslat. Mivel nem létezett alkalmas jogorvoslat Kiss Alajos jogsérelmére, ezért jogosan fordult a Bírósághoz. Így a Bíróság megállapította, hogy a kérelem elfogadható.

### A Kormány érvei
A Kormány előterjesztette, hogy a szabad választáshoz való jog nem abszolút, ezt az államok saját belső szabályozásukban határozzák meg, a kérdésben széles mérlegelési jogkörrel rendelkeznek. A Kormány azzal is érvelt, hogy a korlátozott gondnokság alá helyezett személyek nem rendelkeznek azzal a belátási képességgel, amely ügyeik viteléhez (beleértve a választásokat) szükséges. Emellett a PKKB tisztában volt azzal, hogy döntése értelmében a kérelmező elveszti választójogát, ennek ismeretében helyezték mégis gondnokság alá. Továbbá a Kormány szerint a törvényi szabályozás megfelel a Velencei Bizottság ajánlásának is, ami kimondja, hogy négy feltételnek kell együttesen teljesülnie a választási jogtól való megfosztáshoz:
1. a megfosztást törvénynek kell elrendelnie
2. az intézkedésnek arányosnak kell lennie
3. a megfosztásnak elmeállapot miatti cselekvőképtelenségen, vagy súlyos bűncselekmény elkövetése miatti büntetőjogi elítélésen kell alapulnia
4. a politikai jogok megvonása és a cselekvőképtelenség megállapítása csak bírói határozat formájában lehetséges.

Végezetül a Kormány azt is kiemelte, hogy a kérelmező joga helyreállítható, mivel a gondnokság alá helyezést rendszeres bírói felülvizsgálat követi, amennyiben pedig a bíróság úgy találja, hogy gondnokság elrendelésére már nincs szükség, úgy a kérelmező újra élhet választójogával. Visszanyeri a választójogát akkor is, ha sikeresen megtámadja a bírósági határozatot.

### A Kérelmező érvei
Kiss Alajos, a Kérelmező nem értett egyet a Kormánnyal abban, hogy az államoknak széles mérlegelési jogkörük van a kérdésben, és amellett érvelt, hogy a fogyatékkal élő személyek választójogból való kizárásának összhangban kell lennie a releváns nemzetközi követelményekkel is. A Kérelmező előterjesztette, hogy a választójogtól való megvonást minden esetben külön bírói eljárásnak kell megelőznie, ami az ő esetében nem történt meg, hiszen automatikusan vesztette el a választójogát. Kiemelte továbbá, hogy nem minden pszicho-szociális fogyatékossággal élő ember képtelen az önálló döntéshozatalra.

### A Bíróság döntése
A Bíróság megerősítette joggyakorlatát, miszerint az Első kiegészítő jegyzőkönyv 3. cikkében foglalt jogok alapvető fontosságúak a jogállamiság és demokrácia szempontjából. Ezek a jogok azonban nem abszolútak, az államoknak pedig széles mérlegelési köre van a szabályozások kialakításában. Emellett a korlátozásoknak arányosnak kell lennie, nem kiüresíthetők a tagállamok szabályozása által. A Bíróság kimondta azt is, hogy az általános választójogtól történő bármilyen eltérés felvetheti a demokratikus legitimáció megkérdőjelezését. Emiatt a korlátozásoknak mindig összeegyeztethetőnek kell lennie a 3. cikkben foglalt célokkal.

### A Bíróság indokolása
Annak érdekében, hogy megállapítsa, hogy összeegyeztethető volt e a Magyar Állam szabályozása a 3. cikkel, a Bíróság szükségességi-arányossági tesztet folytatott le. Ennek a tesztnek minden pontjának meg kell felelnie a szabályozásnak ahhoz, hogy korlátozhasson egy alapjogot.
A Bíróság megállapította, hogy az intézkedés törvényes célt szolgált, mivel fontos biztosítani az államoknak, hogy a választásokon csak azok vehessenek részt, akik képesek megfontolt, tudatos döntést hozni, és döntéseik következményeit mérlegelni. Ezzel a Kormány intézkedése megfelelt a teszt első pontjának.
A teszt következő feltétele, az arányosság viszont nem valósult meg a Bíróság szerint. A Bíróság megjegyezte, hogy a Kormány által említett széles mérlegelési jogkör nem foglalja magában azt, hogy az államok automatikusan megvonhassák a szavazati jogot. Továbbá azt is kifogásolta, hogy az intellektuális vagy mentális fogyatékossággal élőket a Kormány egységes osztályként kezelte, pedig az ilyen személyek jogai csak alapos vizsgálat után lennének csorbíthatók.
Emiatt a Bíróság megállapította, hogy a választójog egységes megvonása pusztán olyan mentális fogyatékosság miatt, amely cselekvőképességet korlátozó gondnokság elrendelését eredményezi, nem tekinthető összeegyeztethetőnek a választójog korlátozásának törvényes alapjaival. A Kormány tehát megsértette az Egyezmény Első kiegészítő jegyzőkönyvének 3. cikkét.

## Az eset jelentősége és megítélése
A döntés mérföldkőnek számított a magyar szabályozásban. A 2012-ben hatályba lépett Alaptörvénybe már nem került be az Egyezményt sértő paragrafus. Jelenleg az Alaptörvény XXIII. cikke szabályozza a választójogot, ami - reflektálva a Bíróság döntésére - kimondja, hogy minden magyar állampolgárnak joga van az aktív és passzív választójoghoz egyaránt, emellett kiemeli, hogy ennek korlátot csak sarkalatos törvény szabhat. Kimondja továbbá, hogy belátási képességének hiánya miatt csak bírósági döntés alapján lehet valakit kizárni a választójog gyakorlásából. A paragrafus indokolása tartalmazza azt is, hogy senkitől nem vonható meg automatikusan a választójog.
A további részletszabályokat a 2013. évi V. törvény a Polgári Törvénykönyvről és a 2013. évi XXXVI. törvény a választási eljárásról tartalmazza. Eszerint a bíróságnak a cselekvőképességet korlátozó döntésében a választójogból való kizárásról is döntenie kell. Emellett létezik önálló jogorvoslat is a választójogból való kizárás ellen. A ma hatályos szabályozással lényegében megvalósult az, amit a Kérelmező javasolt az EJEB előtti eljárás alatt.
A döntést a magyar szakirodalom támogatta, kiemelve, hogy fontos a választójogban való minél szélesebb részvétel. Bodnár Eszter elemzésében kritizálta a magyar hatóságok eljárását, illetve hiányosságként emelte ki, hogy a Bíróság nem reagált részletesen a Kormány, illetve a Kérelmező összes érvére. A szerző hasznosnak találta volna a szerződő államok közötti jogösszehasonlítást is, annak érdekében, hogy minél egységesebb legyen az európai szabályozás. Fiala János, Kiss Alajos jogi képviselője, írásában arra hívta fel a figyelmet, hogy az államnak hozzáférhetővé kell tennie a választásokat, annak integritásának védelmével együtt. Fiala a jelenleg hatályos megoldást nem tartotta célszerűnek, szerinte érdemesebb a fogyatékkal élő személyek számára megfelelő segítséget biztosítani ahhoz, hogy minél többen tudjanak megfelelően élni választójogukkal. Az ügyet továbbá elemezte Gurbai Sándor, a gondnokság alá helyezett személyek választójogáról szóló doktori értekezésében, Gotthárdi Enikő és Klemencsics Andrea is.
Emellett külföldi portálok is beszámoltak róla, többek között az Európai Unió Alapjogi Ügynöksége (FRA) is. Az Európa Tanács az ügy jelentőségéről is írt, miszerint 2013 és 2014 között a döntés következményeként a részleges gondnokság alá helyezett személyek majdnem negyede élhetett továbbra is választójogával. Bár Kiss Alajost 2015-ben újra gondnokság alá helyezték, ezúttal már ő is megtarthatta választójogát. Kiemelkedő jelentőségével ellentétben a magyar hírportálok nem szenteltek nagy figyelmet az ügynek.
A Bíróság többször is hivatkozott a döntésre, például a Nagy Béláné v. Magyarország ügyben, a Garib v. Hollandia ügyben és a Correia de Matos v. Portugália ügyben is.
Az ügyre hivatkozott több kérelmező is az ENSZ Fogyatékossággal élő személyek jogairól szóló egyezményének (CRPD) testülete előtt, kiemelve, hogy a fogyatékossággal élő személyek jogait nem csak az EJEE, hanem a CRPD is védi. Emellett a testület egy 2012-ben kiadott jelentésében is megemlékezett a döntésről, amelyben felhívta a Magyar Államot arra, hogy biztosítson információt a Bíróság döntésének hazai jogba való implementálásáról.